# Grotescología
Grostescología (Grossology en la versión original) (ISBN 0-201-40964-X) es un libro infantil escrito por Sylvia Branzai y publicado por Planeta Dexter en 1995.
El libro muestra las acciones del cuerpo además de funciones y condiciones médicas. Los tópicos son organizados dentro de tres categorías:
- "Slimy Mushy Oozy Gross Things" (Vomito, diarrea, orina, acné, ampollas, etc.),
- "Crusty Scaly Gross Things" (Caspa, caries, etc.)
- "Stinky Smelly Gross Things" (halitosis, flatulencia, etc.).

El texto está acompañado por varias ilustraciones humorosas que fueron provistas por Jack Keely.

## Secuelas
El libro también tuvo secuelas como el libro "Grotescología animal" (Animal Grossology) (ISBN 0-201-95994-1) y "Grotescología casera" (Grossology Begins at Homeboth) (ISBN 0-201-95993-3) que ambos han sido escritos e ilustrados por Branzei y Keely Grotescología animal fue publicada el año 1996 , el libro consiste en la exploración de varios organismos después de consumir o producir substancias desagradables , este libro fue dividido en cuatro secciones :
- "Vomit Munchers" (Moscas, estrellas de mar, etc.)
- "Blood Slurpers" (Hirudineas , garrapatas , etc.)
- "Slime Makers" (Myxinoideas , Myxomycota , olothuroidea , etc.)
- "Dookie Lovers" (Cestodas, escarabajos, etc.)

Grotescología casera fue publicado en 1997 enfocándose en gérmenes y pestes que viven en una casa , el libro se extendió a los computadores, en donde se creó un programa virtual llamado Grotescología virtual, en donde el programa consiste sobre un museo virtual y también a una serie animada
- Datos: Q3281767